# Иракская телекоммуникационная и почтовая компания
Иракская телекоммуникационная и почтовая компания (араб. شركة الاتصالات والبريد العراقية‎; англ. Iraqi Telecommunication and Post Company, сокращённо — ITPC) — государственная корпорация, отвечающая за телефонную, почтовую и другие виды связи в Ираке, официальный почтовый оператор страны. Находится в ведении Министерства связи Ирака.

## История и современность
С развитием связи и появлением к концу XX века спутниковой, микроволновой и телексной связи почтово-телеграфно-телефонное ведомство Ирака стало отвечать за создание сетей этих видов связи и их эксплуатацию в стране. В результате были заложены основы современных телекоммуникаций и почты в Ираке.
Со временем ведомство смогло охватить все регионы и города страны телефонной связью, а в 1997 году стало называться Иракской телекоммуникационной и почтовой компанией. Компания шла в ногу с техническим прогрессом в сфере телекоммуникаций, и в конце XX века вся территория Ирака была также покрыта сетью волоконно-оптических линий связи.
После вторжения США и их союзников в Ирак и начала боевых действий в 2003 году телефонные станции прекратили свою работу, но через короткое время снова начали работать как в Багдаде, так и в провинциях. Успешный опыт внедрения инновационного вида связи WLL в Багдаде и Ан-Наджафе привёл руководство министерства и Иракской телекоммуникационной и почтовой компании к намерению соединить все провинции Ирака этой связью.

## Структура компании

Здание Центрального почтамта в Багдаде

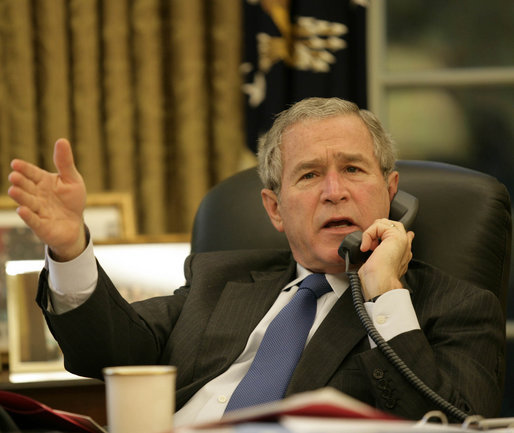
Сеанс спутниковой телефонной связи между президентом США Джорджем Бушем и премьер-министром Ирака Нури Аль-Малики 16 октября 2006 года

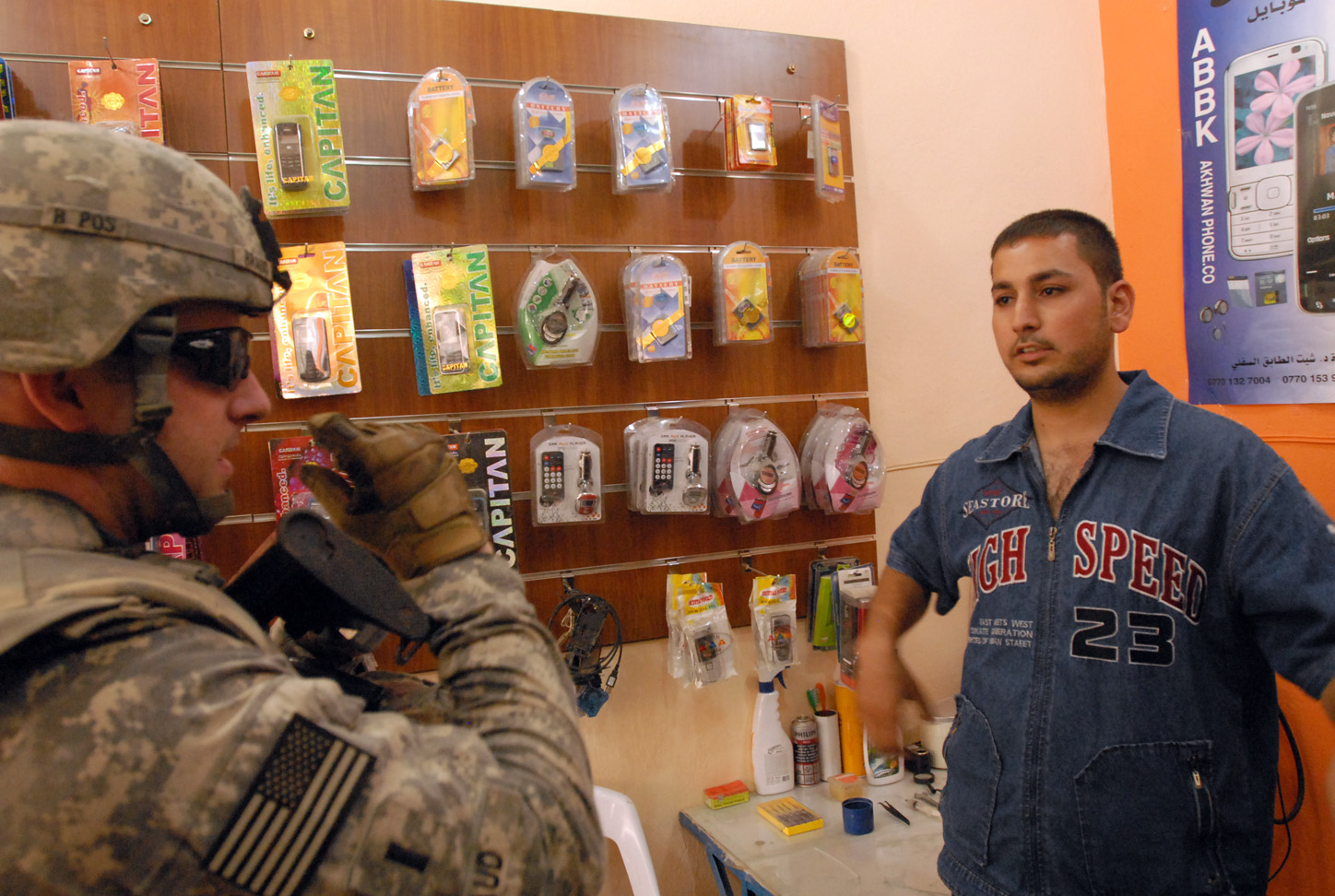
Магазин мобильных телефонов в Дакуке во время проверки американским военным патрулём (2006)

Организационно Иракская телекоммуникационная и почтовая компания состоит из следующих основных и вспомогательных подразделений:
- директорат Института почты и телекоммуникаций (вуз),
- директорат связи в западном и восточном Багдаде,
- департамент административных и финансовых дел,
- директорат почты и почтово-сберегательных операций,
- департамент технической поддержки,
- ремонтно-производственный департамент,
- департамент информационной сети,
- департамент телефонной связи,
- департамент беспроводной телефонии,
- проектировочный отдел,
- коммуникационный центр,
- аудитная служба,
- служба НИОКР,
- юридический отдел,
- служба работы с абонентами,
- служба работы с клиентами,
- информационный отдел,
- финансовый отдел,
- электронно-вычислительный департамент,
- департамент импорта,
- складской департамент,
- машинное подразделение.

## Услуги
Министерство связи Ирака определило сферу следующих услуг, оказываемых компанией через почтовую систему страны:
- почтовые операции,
- денежные операции,
- отправка, приём и доставка телеграмм,
- почтовые переводы,
- абонентские ящики,
- услуги электронной почты,
- продажа почтовых марок,
- выплата зарплат, пособий и пенсий,
- внутренняя и международная телефонная связь и др.

## Штаб-квартира
Главный офис компании расположен в Багдаде по адресу:

Abu Nawas Street

P. O. Box 2450

Baghdad, Iraq

## Центральный почтамт
Здание центрального почтамта, сооружённое в 1975 году, находится в столице Ирака. Почтамт непосредственно занимает четырёхэтажную постройку для почтовых операций и служебных офисов, к которому примыкает десятиэтажное башенное сооружение для телекоммуникационных служб. В начале 2009 года здание почтамта было восстановлено и отремонтировано и вскоре стало местом проведения первой после 2003 года национальной филателистической выставки.

## Международный сервисный центр
Созданному в 2004 году в Багдаде Международному сервисному центру (англ. International Service Center, сокращённо — ISC) отведена важная роль в восстановлении иракской экономики благодаря поощрению торговли с внешним миром. ISC обеспечивает международный канал обработки почтовых отправлений, поступающих в страну и отправляемых из неё. Международный сервисный центр также облегчает и ускоряет Ираку доступ к международным товарам и услугам, что призвано улучшить качество жизни иракского народа.
Этот центр, расположенный в Международном аэропорту Багдада, выступает в роли основного пункта получения всей входящей и отправления всей исходящей международной корреспонденции и работает в соответствии с действующими договоренностями в рамках Всемирного почтового союза (ВПС). Членство Ирака в ВПС обеспечивает координацию его почтовой политики с всемирной системой почтовой связи. Преимущества от работы Международного сервисного центра и членства в ВПС важны для всего Ирака и работающих в Ираке компаний, поскольку это повышает возможности Ирака в части получения и отправки международных почтовых отправлений.

## Новые почтовые индексы
Почтовая система страны была реорганизована в 2004 году. При этом почта Ирака разработала всеобъемлющую систему почтовой индексации, которая повышает эффективность сортировки корреспонденции и точность доставки почтовых отправлений.

## Интересные факты
В годы правления Саддама Хусейна иракским почтовым работникам при гашении почтовых марок на корреспонденции запрещалось под угрозой репрессий ставить оттиск штемпеля непосредственно на изображение президента, если таковое присутствовало на марке. После свержения правительства Саддама марки с его портретами, экспонировавшиеся во время иракской филателистической выставки на центральном почтамте Багдада в 2009 году, по требованию правительства, должны были демонстрироваться так, чтобы лицо Хусейна было закрыто.